# 愛おしくて
『愛おしくて』（いとおしくて）は、2016年1月12日から3月1日まで毎週火曜日22:00 - 22:48にNHK総合・ドラマ10枠で放送された日本のテレビドラマである。主演は田中麗奈。全8話。

## キャスト
- 藤沢小夏 - 田中麗奈
- 中原光太郎 - 吉田栄作
- 深浦怜子 - 秋吉久美子
- 水上紙音 - 南果歩
- 藤沢辰造 - 小林稔侍
- 佐橋京平 - 水橋研二
- 立木純子 - 本上まなみ
- 伊藤俊吾 - 緒形幹太
- 花江 - 丘みつ子
- 熊本はじめ - 石倉三郎
- 山崎吉夫 - 平田満

## スタッフ
- 作 - 黒土三男
- 演出 - 福井充広、佐藤譲、桑野智宏
- 音楽 - 羽岡佳
- 主題歌 - 島谷ひとみ「心のままに」（avex trax）[2]
- 制作統括 - 青木信也、櫻井壮一（NHK名古屋放送局）
- 制作 - NHK名古屋放送局

## 放送日程
| 各話   | 放送日  | サブタイトル | 演出     |
| ------ | ------- | ------------ | -------- |
| 第1回  | 1月12日 | めぐりあい   | 福井充広 |
| 第2回  | 1月19日 | 逢いたくて   | 福井充広 |
| 第3回  | 1月26日 | 抱きしめて   | 佐藤譲   |
| 第4回  | 2月02日 | 満月の願い   | 佐藤譲   |
| 第5回  | 2月09日 | 二人の決意   | 桑野智宏 |
| 第6回  | 2月16日 | あふれる心   | 桑野智宏 |
| 第7回  | 2月23日 | 聖夜の告白   | 福井充広 |
| 最終回 | 3月01日 | ふたりの舟   | 福井充広 |